# Hans Otto Jung
Hans Otto Jung (* 17. September 1920 in Lorch; † 22. April 2009 in Rüdesheim am Rhein) war ein deutscher Unternehmer, Jazzmusiker und Mäzenat.

## Leben und Wirken
Jung wuchs in einer musikalischen Familie auf; sein Vater organisierte regelmäßig häusliche Kammermusikkonzerte in Rüdesheim. Dort gingen Musiker und Komponisten wie Paul Hindemith ein und aus; letztgenannter schickte, um den Eltern zu Jungs Geburt zu gratulieren, ihnen eine Grußkarte mit mehreren Takten eines selbst komponierten Ragtime, die überschrieben war mit Young Lorch Fellow. Ragtime. Jung lernte ab 1925 Klavier, teilweise unterrichtet durch Emma Lübbecke-Job, und später Violine sowie Bratsche und trat 1935 erstmals öffentlich auf. Als Student der Sozialwissenschaften war er 1941 Mitbegründer und Pianist der Frankfurter Hotclub Combo, in der er mit Carlo Bohländer, Emil Mangelsdorff, Hans Podehl und Charly Petry auftrat. 1943 lernte er als Autodidakt Kontrabass, um dann von 1945 bis 1948 im Hotclub Sextett als Bassist zu spielen. Im Hessischen Rundfunk hatte er 1946/47 eine eigene Radioshow, wo er als Solopianist im Stil von Teddy Wilson spielte. Nach der Promotion in Betriebswirtschaft über „Die Handelsspanne“ übernahm er das Weingut der Familie. Trotz Konzentration auf die Führung des Weinguts, das sich auf die Produktion von alkoholfreiem Wein und von Weinbrand spezialisierte, besuchte er oft Jazz- und Kammermusikkonzerte im Rhein-Main-Gebiet. Auch lud er Musiker (insbesondere Pianisten) zu sich nach Schloss Boosenburg ein, um gemeinsam auf seinen zwei Steinway-Flügeln zu musizieren. Als Liebhaber und Förderer von Jazz und klassischer Musik leitete er ab 1976 den Wiesbadener Verein der Künstler und Kunstfreunde; dann war er eines der Mitglieder des Kuratoriums des Rheingau Musik Festivals und einer der Kultursponsoren der Region.
Von einem Sturz, den er im Winter 2008/2009 beim Besuch eines Konzerts seines Freundes Menahem Pressler in Hamburg erlitten hatte, erholte er sich nicht mehr. Seine Jazzsammlung befindet sich im Jazzinstitut Darmstadt.

## Lexigraphische Einträge
- Carlo Bohländer, Karl Heinz Holler: Reclams Jazzführer (= Reclams Universalbibliothek. Nr. 10185/10196). Reclam, Stuttgart 1970, ISBN 3-15-010185-9.